# Jean-Claude Kouassi
Pour les articles homonymes, voir Jean-Claude Kouassi.
Jean-Claude Kouassi est un économiste et homme politique ivoirien né le 24 novembre 1952 à Bouaké en Côte d'Ivoire.

## Biographie

### Origines et formation
Jean-Claude Kouassi est originaire de la ville de Bouaké où il nait le 24 novembre 1952. Diplômé d'une Maitrise et d'un Diplôme d'Etudes Approfondies (DEA) en Sciences Economiques de l'Université d'Abidjan, il est également titulaire d'un Diplôme de Commissaire de la Marine de l'Ecole du Commissariat de la Marine de Toulon en France.

### Expérience professionnelle
Jean-Claude Kouassi entame sa carrière professionnelle dans le secteur maritime à Abidjan en Côte d'Ivoire, précisément à l'Institut de Documentation, de Recherches et d'Etudes Maritimes (IDREM),. Il est nommé Chef du service commercial six (06) mois après son recrutement. Plus tard, en mai 1981, il occupe le poste de Directeur par intérim de ladite structure, jusqu'à sa nomination en tant que Conseiller technique du Ministre de l'Equipement, des Transports et du Tourisme. Toujours dans le secteur maritime, il va successivement exercer la fonction d'Administrateur au sein du Groupe des Ecoles de la Marine Marchande d'Attécoubé (GEMMA), à l'Académie des Sciences et Techniques de la Mer (ARSTM), à la Société Ivoirienne des Transports Maritimes (SITRAM), ainsi qu'à à la Société des Transports Abidjanais (SOTRA). Il a fait par ailleurs un tour du côté de l'Université d'Abidjan en qualité de chargé de cours en économie et politique maritime à l'Institut de Géographie Tropicale (IGT), avant d'être nommé Directeur Général du Centre de Promotion des Investissements en Côte d'Ivoire (CEPICI) pour la période allant de 1994 à 1998. Devenu membre du Conseil d'Administration de PETROCI Industrie Services en 1998, Jean-Claude Kouassi est aussi consultant international. Il est non seulement choisi comme Porte-parole des pays en développement - appelés aussi Groupe des 77- dans les conférences internationales, mais aussi comme Expert-Consultant durant douze années au nom de l'ONUDI (Organisation des Nations Unies pour le Développement Industriel), de l'Union Africaine, de la CNUCED (Conférence des Nations Unies sur le Commerce et le Développement), de la Banque Mondiale et de la CEA (Commission Economique des Nations Unies pour l'Afrique.
Jean-Claude Kouassi est nommé en 2000 Administrateur, puis président du Conseil d'Administration de la Société de Développement de la Forêt (SODEFOR) ; et est élu quelques années plus tard à la présidence du Conseil d'Administration du Fonds d'Entretien Routier (FER), poste qu'il occupera pendant neuf (9) ans jusqu'en juin 2014. Il devient par la suite Administrateur représentant le Président de la République et président élu du Conseil d'Administration du BNETD (Bureau National d'Etudes Techniques et de Développement) de juin 2014 à janvier 2017.

### Carrière politique
Jean-Claude Kouassi intègre le gouvernement ivoirien en qualité de Chef de Cabinet Adjoint du Premier Ministre en décembre 1993. Il va plus tard (en août 1998) devenir Ministre de l'Environnement et de la Forêt jusqu'en décembre 1999, date du coup d'Etat militaire qui a renversé le pouvoir du Président Henri Konan Bédié,,. Il est élu président du Conseil Général de Bouaké en juillet 2002 et occupe ce poste jusqu'en 2013, date à laquelle les Conseils Régionaux ont remplacé les Conseils Généraux. Il sera par ailleurs le premier et unique président de l'Assemblée des Districts et Départements de Côte d'Ivoire (ADDCI) de 2004 à 2013,. Pendant ce temps, entre 2005 et 2007, il occupe la fonction de Directeur de Cabinet du Premier Ministre avant de se voir confié au sein dudit Cabinet le poste de président du Comité chargé de la coordination des grands projets, d'avril 2007 à 2012. Le 11 janvier 2017, Jean-Claude Kouassi est nommé Ministre de l'Emploi et de la Protection Sociale, et ce, jusqu'au 10 juillet 2018,où il est muté à la tête du Ministère des Mines et de la Géologie, pour une période de 3 ans, jusqu'en avril 2021,,. Il est promu Ministre-Gouverneur du District autonome de la Vallée du Bandama la même année,,.
Anciennement vice-président du Parti Démocratique de Côte-d'Ivoire (PDCI-RDA), Jean-Claude Kouassi a rejoint le Rassemblement des Houphouëtistes pour la Démocratie et la Paix (RHDP) dont il est le coordonnateur régional dans la localité du Gbêkê 2,.

## Distinctions
- Commandeur dans l'Ordre du Mérite de la Solidarité[2]
- Officier dans l'Ordre National[2]